# Травень 2008
Травень — п'ятий місяць 2008 року.
- 2 травня
  - Тропічний циклон «Наргіс» в М'янмі.
- 7 травня
  - Відбулась інавгурація третього російського президента Дмитра Медведєва.
  - У фіналі кубка України з футболу донецький «Шахтарем» переміг київське «Динамо».
  - Початок «Шиїтського путчу» в Бейруті.
- 8 травня
  - Кандидатуру Володимира Путіна затверджено на пост Прем'єр-міністра Росії.
- 12 травня
  - Землетрус у Сичуані, Китай.
- 13 травня
  - Початок операції «Карез» в Афганістані.
- 14 травня
  - У фіналі Кубка УЄФА петербурзький «Зеніт», який обіграв шотландський «Рейнджерс».
- 21 травня
  - Парламентські вибори в Грузії.
  - У фіналі Ліги чемпіонів УЄФА «Манчестер Юнайтед» переміг «Челсі».
- 24 травня
  - Переможцем пісенного конкурсу «Євробачення» став росіянин Діма Білан.